# Yousef Hassan
Yousef Hassan Mohamed Ali, noto semplicemente come Yousef Hassan (in arabo يوسف حسن‎?; 24 maggio 1996), è un calciatore qatariota, portiere dell'Al-Gharafa e della Nazionale qatariota.

## Carriera

### Nazionale
Nel 2015 ha partecipato ai Mondiali Under-20.
Con la nazionale qatariota ha preso parte alla vittoriosa Coppa d'Asia 2019; nel medesimo anno ha giocato anche la Coppa America, a cui il Qatar era stato invitato, cosa avvenuta anche in due edizioni consecutive della CONCACAF Gold Cup (2021 e 2023). Nel 2022 ha partecipato ai Mondiali.

## Statistiche

### Cronologia presenze in nazionale
| Cronologia completa delle presenze e delle reti in nazionale ― Qatar | Cronologia completa delle presenze e delle reti in nazionale ― Qatar | Cronologia completa delle presenze e delle reti in nazionale ― Qatar | Cronologia completa delle presenze e delle reti in nazionale ― Qatar | Cronologia completa delle presenze e delle reti in nazionale ― Qatar | Cronologia completa delle presenze e delle reti in nazionale ― Qatar | Cronologia completa delle presenze e delle reti in nazionale ― Qatar | Cronologia completa delle presenze e delle reti in nazionale ― Qatar |
| Data                                                                 | Città                                                                | In casa                                                              | Risultato                                                            | Ospiti                                                               | Competizione                                                         | Reti                                                                 | Note                                                                 |
| -------------------------------------------------------------------- | -------------------------------------------------------------------- | -------------------------------------------------------------------- | -------------------------------------------------------------------- | -------------------------------------------------------------------- | -------------------------------------------------------------------- | -------------------------------------------------------------------- | -------------------------------------------------------------------- |
| 7-9-2018                                                             | Doha                                                                 | Qatar                                                                | 1 – 0                                                                | Cina                                                                 | Amichevole                                                           | -                                                                    |                                                                      |
| 11-9-2018                                                            | Doha                                                                 | Qatar                                                                | 3 – 0                                                                | Palestina                                                            | Amichevole                                                           | -                                                                    |                                                                      |
| 12-10-2018                                                           | Doha                                                                 | Qatar                                                                | 4 – 3                                                                | Ecuador                                                              | Amichevole                                                           | -3                                                                   |                                                                      |
| 16-10-2018                                                           | Tashkent                                                             | Uzbekistan                                                           | 2 – 0                                                                | Qatar                                                                | Amichevole                                                           | -2                                                                   |                                                                      |
| 14-11-2018                                                           | Lugano                                                               | Svizzera                                                             | 0 – 1                                                                | Qatar                                                                | Amichevole                                                           | -                                                                    |                                                                      |
| 25-12-2018                                                           | Doha                                                                 | Qatar                                                                | 1 – 0                                                                | Kirghizistan                                                         | Amichevole                                                           | -                                                                    |                                                                      |
| 31-12-2018                                                           | Doha                                                                 | Qatar                                                                | 1 – 2                                                                | Iran                                                                 | Amichevole                                                           | -2                                                                   |                                                                      |
| 4-9-2021                                                             | Debrecen                                                             | Qatar                                                                | 1 – 3                                                                | Portogallo                                                           | Amichevole                                                           | -1                                                                   | 45’                                                                  |
| 7-9-2021                                                             | Lussemburgo                                                          | Lussemburgo                                                          | 1 – 1                                                                | Qatar                                                                | Amichevole                                                           | -1                                                                   |                                                                      |
| 6-12-2021                                                            | Al Khawr                                                             | Qatar                                                                | 3 – 0                                                                | Iraq                                                                 | Coppa araba FIFA 2021 - 1º turno                                     | -                                                                    |                                                                      |
| Totale                                                               |                                                                      | Presenze                                                             | 10                                                                   |                                                                      | Reti                                                                 | -9                                                                   |                                                                      |

## Palmarès

### Nazionale
- Coppa d'Asia: 1

2019